# Zelotomys hildegardeae
Zelotomys hildegardeae е вид гризач от семейство Мишкови (Muridae). Видът не е застрашен от изчезване.

## Разпространение и местообитание
Разпространен е в Ангола, Бурунди, Демократична република Конго, Замбия, Кения, Малави, Руанда, Танзания, Уганда, Централноафриканска република и Южен Судан.
Обитава гористи местности, национални паркове, градини, ливади, храсталаци, савани, плата, плантации, блата, мочурища и тресавища в райони с тропически и субтропичен климат, при средна месечна температура около 22,1 градуса.

## Описание
Теглото им е около 55,2 g.
Популацията на вида е стабилна.